# Lazar Branković
Lazar Branković, född 1421, död 1458, var Serbiens regent från 1456 till 1458.